# Sromlje
Sromlje so naselje v Občini Brežice.
V okolici je veliko vinogradov, tu lahko najdemo tudi veliko vinskih kleti. V kraju je ena najznamenitejših vinskih poti na Brežiškem: Sromeljska pešpot Pot vina in sonca. V kraju je tudi stalna muzejska zbirka posvečena Kozjanskemu odredu, ki jo vdržuje Združenje borcev za vrednote NOB.
Na Sromljah delujejo prostovoljno gasilsko društvo, moški pevski zbor, zbor ljudskih pevcev idr.

## Prebivalstvo
Etnična sestava 1991:
- Slovenci: 106 (89,1 %)
- Hrvati: 3 (2,1 %)
- Muslimani: 1
- Neznano: 9 (7,6 %)